# Haukijärvet (Pajala socken, Norrbotten, 745983-183175)
Haukijärvet är en sjö i Pajala kommun i Norrbotten och ingår i Torneälvens huvudavrinningsområde. Sjön har en area på 0,051 kvadratkilometer och ligger 191 meter över havet.

## Delavrinningsområde
Haukijärvet ingår i det delavrinningsområde (745795-183261) som SMHI kallar för Utloppet av Pääjärvi. Medelhöjden är 196 meter över havet och ytan är 7,5 kvadratkilometer. Det finns inga avrinningsområden uppströms utan avrinningsområdet är högsta punkten. Vattendraget som avvattnar avrinningsområdet har biflödesordning 4, vilket innebär att vattnet flödar genom totalt 4 vattendrag innan det når havet efter 192 kilometer. Avrinningsområdet består mestadels av skog (40 procent) och sankmarker (43 procent). Avrinningsområdet har 0,97 kvadratkilometer vattenytor vilket ger det en sjöprocent på 13 procent.